# Tribulus forrestii
Tribulus forrestii är en pockenholtsväxtart som beskrevs av F. Müll.. Tribulus forrestii ingår i släktet tiggarnötter, och familjen pockenholtsväxter. Inga underarter finns listade i Catalogue of Life.